# Emma McClarkin
Emma McClarkin, née le 9 octobre 1978 à Stroud, est une femme politique britannique, membre du Parti conservateur.
Elle est députée européenne de 2009 à 2019.